# 모스콥스키예 보로타역
모스콥스키예 보로타 역(러시아어: Московские ворота)은 러시아 상트페테르부르크 시에 있는 상트페테르부르크 지하철 모스콥스코 페트로그라츠카야 선의 역이다. 1961년 4월 29일에 개통되었다. 모스크바 개선문이 역 근처에 위치한다.